# Salman Khurshid
Salman Khurshid, né le 1er janvier 1953, est un homme politique indien, désigné comme avocat principal, auteur éminent et professeur de droit. Le 28 mai 2011 il devient ministre de la Justice jusqu'au 28 octobre 2012, où  pendant environ un an et sept mois, il occupe le poste de ministre au ministère des Affaires étrangères de l'Inde. 
Il commence sa carrière politique en 1981 en tant qu'officier de service au cabinet du Premier ministre (PMO) sous la direction d'Indira Gandhi. Il a été élu à la Lok Sabha dans la circonscription de Farrukhabad à l'élection générale de 2009. Avant cela, il a été élu à la Xe législature de la Lok Sabha dans la même circonscription (1991-1996). Il devient par la suite ministre d'État aux Affaires extérieures de l'Union (janvier 1993 - juin 1996).

## Biographie

### Jeunesse et formation
Né à Aligarh, Uttar Pradesh, il est le fils de Khurshed Alam Khan, ancien ministre des Affaires étrangères de l'Union, et est le petit-fils maternel de Zakir Hussain, troisième président de l'Inde.
Il étudie à l'école secondaire St. Xavier, à Patna, à l'école publique de Mathura Road, à Delhi et au collège St. Stephen's College, à Delhi et St Edmund Hall, Oxford, Royaume-Uni (B.A. (anglais et jurisprudence), M.A., Bachelor of Civil Law).
Il a également enseigné comme professeur de droit au Trinity College, Oxford.

### Carrière

#### Carrière politique
Il commence sa carrière comme officier de service spécial au cabinet du Premier ministre, lors du mandat de Premier ministre de Inde, par Indira Gandhi au début des années 1980.
Plus tard, il devient sous-ministre du Commerce au gouvernement de l'Inde, puis ministre d'État aux Affaires extérieures du gouvernement indien de 1991 à 1996. Au même moment il exerce le rôle de député de la circonscription de Farrukhabad dans l'Uttar Pradesh.
Lors de l'élection générale de 2009, il est de nouveau élu député de la circonscription de Farrukhabad gagnant en tant que candidat du Congrès national indien, avec 169 351 voix. Et devient par la suite, ministre d'États (avec charges indépendantes) des Affaires Corporatives et des Affaires des Minorités au gouvernement indien, il prend ses fonctions de ministre le 29 mai 2009

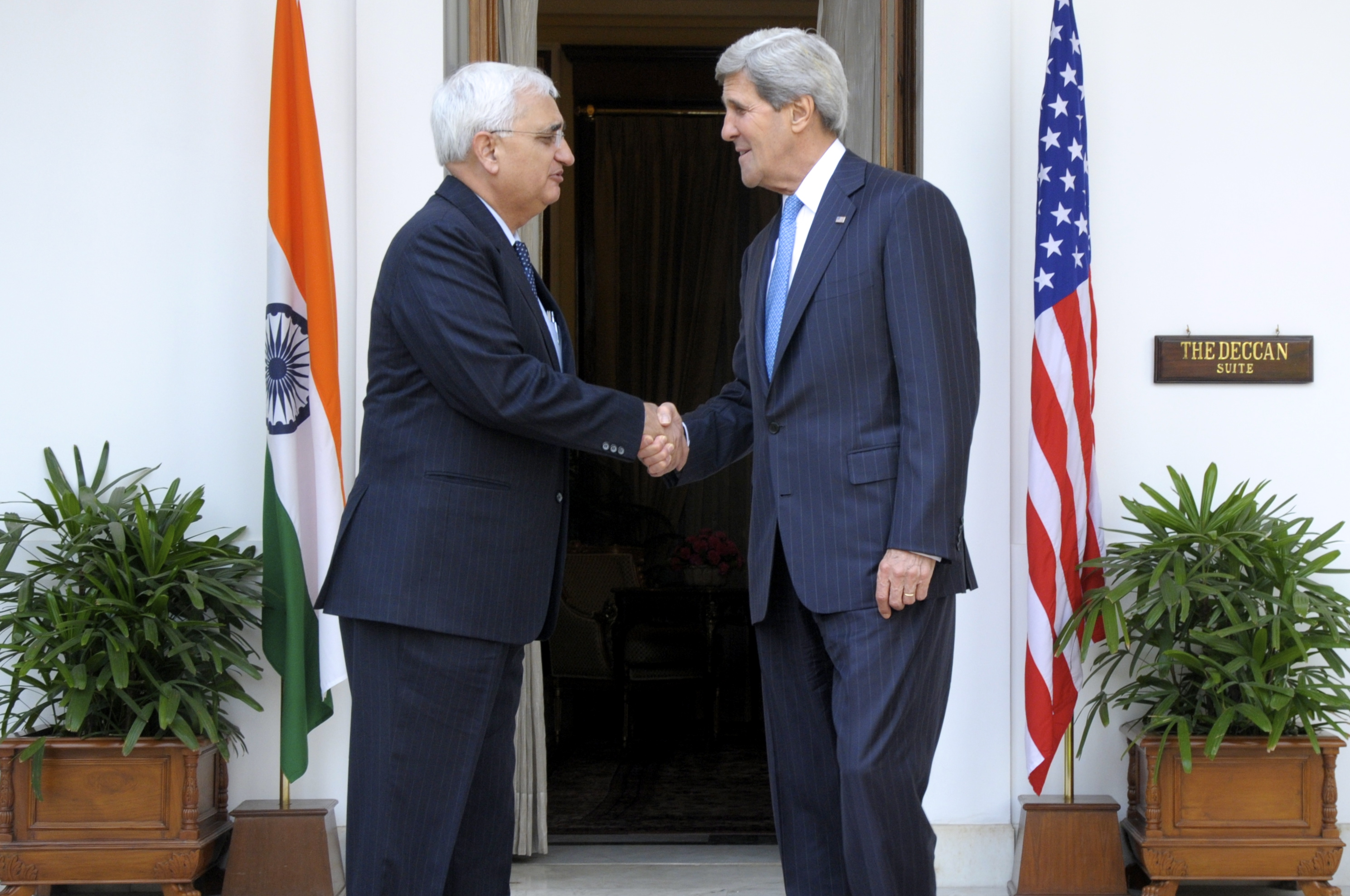
Khursid avec John Kerry, secrétaire d'État, États-Unis en 2013, pendant son mandat en tant que ministre des Affaires extérieures.

En 2009, le président sortant Sirajuddin Qureshi a battu Salman Khurshid à la présidence du Centre culturel islamique de l'Inde. La campagne pour l'élection était très intense et est devenue très médiatisée avec l'entrée de Khurshid dans la mêlée.
Lors du remaniement ministériel le 12 juillet 2011, il est nommé ministre du Cabinet pour le Droit et la Justice, ainsi que pour les Affaires des Minorités au sein du gouvernement de l'Inde.
Le 28 mai 2011 il devient ministre de la Justice jusqu'au 28 octobre 2012, et à partir de ce même jour, et pendant environ un an et sept mois, il occupe le poste de ministre au ministère des Affaires étrangères de l'Inde.

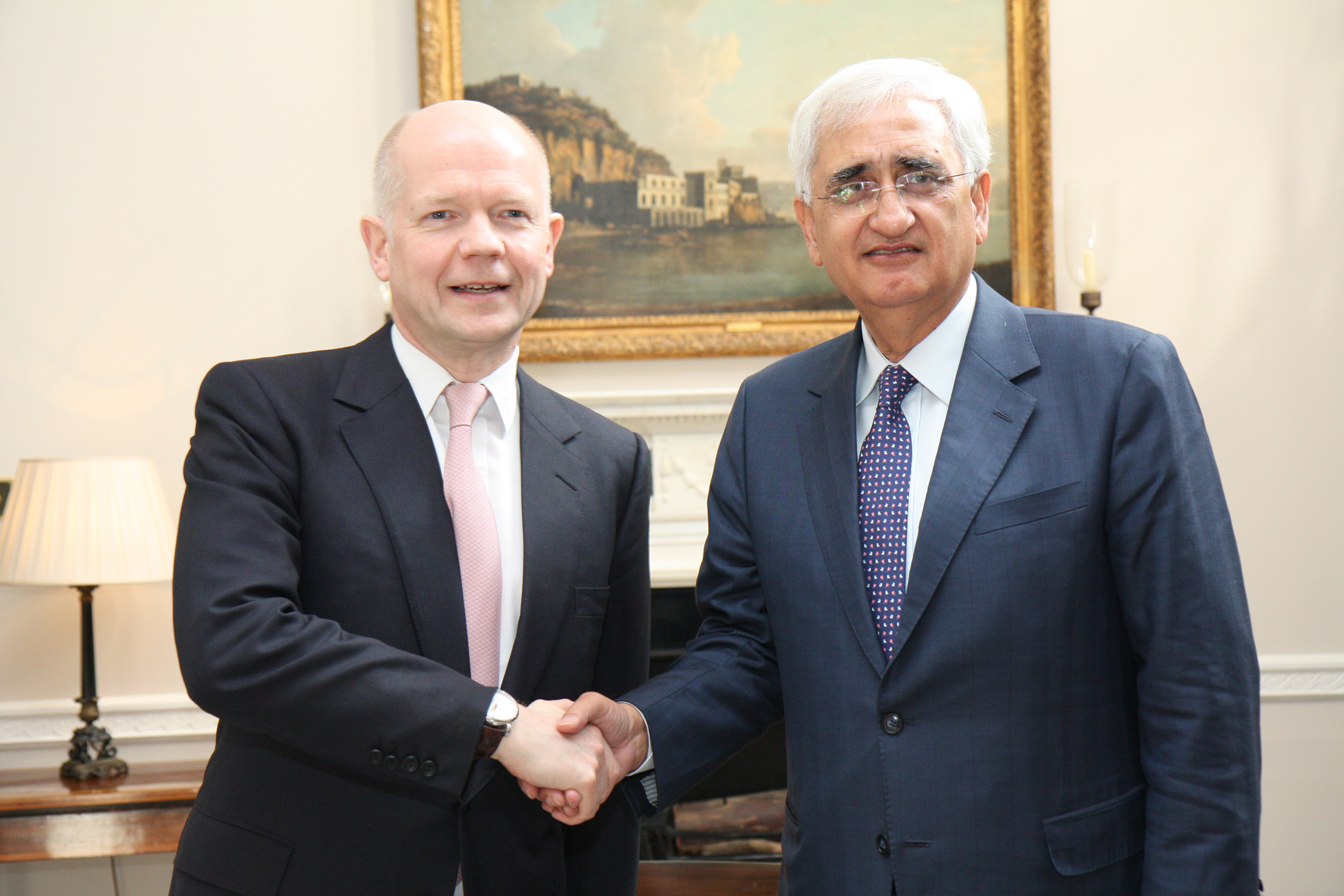
Rencontre du ministre des Affaires étrangères, William Hague, avec Salman Khurshid, ministre des Affaires étrangères de l'Inde, à Londres, le 13 mars 2014.

En provenance de Farrukhabad, il arrive 4e et perd son dépôt lors des élections de Lok Sabha de 2014. Il a été président du Comité du Congrès de l'Uttar Pradesh à deux reprises.
Il a été président de la Delhi Public School Society et du Dr Zakir Hussain Study Circle et patron de Mother Teresa Memorial Trust / Fondation Mère Teresa.
Salman Khurshid a été l'avocat de la défense pour le Mouvement islamique des étudiants de l'Inde (en), un groupe interdit en Inde et fréquemment accusé par les autorités indiennes d'activités terroristes, faisant appel de l'interdiction de 2002. En juin 2006, la Cour suprême de l'Inde a rejeté l'appel.

### Écrits
Khurshid est l'auteur de la pièce Sons of Babur, publié par Rupa & Co, et mise en scène, avec Tom Alter dans le rôle principal, au Fort Rouge à Delhi.
Il est le rédacteur en chef de The Contemporary Conservative: Selected Writtings of Dhiren Bhagat, publié en 1990.

### Zakir Hussain Memorial Trust et Opération Dhritrashtra
Khurshid et son épouse Louise, dirigent le Zakir Hussain Memorial Trust pour les personnes handicapés. Il fut fondé le 30 octobre 1986 et commémore, par son nom, le troisième président de l'Inde, Zakir Hussain. Le Zakir Hussain Memorial Trust est enregistré auprès de la résidence de Kurshid et tant qu'ONG et Louise en est le principal responsable,. Il fonctionne dans de nombreux états et il reçut des concessions substantielles de plusieurs ministères important d'Inde.
En 2012, le Zakir Hussain Memorial Trust est présidé par Sayeeda Alam, le père de Khurshid.
En octobre de la même année, l'India Today et Aaj Tak ont allégué que les Khurshid avaient détourné des fonds, accusations rejetées par la famille et par le parti au pouvoir, à ce moment, le Congrès. Mais l'ancienne militante social Arvind Kejriwal du Parti Aam Aadmi a commencé ce qu'il appelé « l'agitation indéfinie ». Irrité par ces médisances, Kurshid a appelé Arvind Kejriwal un « guttersnipe ».
Environ 7,1 millions[Quoi ?] financé par le gouvernement pour acheter des tricycles pour des personnes handicapées auraient été utilisés par Salman Khurshid,,,,,.
L'Opération Dhritrashtra était une enquête menée par la chaîne d'information télévisée Aaj Tak (en) qui a allégué un détournement financier par le Zakir Hussain Memorial Trust. L'enquête menée par Deepak Sharma, rédacteur en chef de SIT, India Today Group, a révélé qu'il y avait des signatures falsifiées et des cachets de hauts fonctionnaires de plusieurs districts de l'Uttar Pradesh. Aaj Tak a recueilli des preuves documentaires de la falsification présumée et des fausses déclarations d'au moins dix districts de l'État. La section des infractions économiques de l'Uttar Pradesh a enquêté sur l'affaire. Louise a déposé une plainte pour diffamation contre le diffuseur de nouvelles de TV Today Network (en) qui avait publié les allégations.